# Argna biplicata
Argna biplicata е вид охлюв от семейство Argnidae. Видът не е застрашен от изчезване.

## Разпространение и местообитание
Разпространен е в Австрия, Гърция, Испания, Италия, Словения и Франция.
Обитава скалисти райони и долини.